# Lorenzo Kruger
Lorenzo Kruger Ciavatta (Riccione, 16 settembre 1977) è un cantautore italiano, fondatore e frontman del gruppo Indie rock Nobraino.

## Biografia

### 1995-2011: i primi anni con i Nobraino

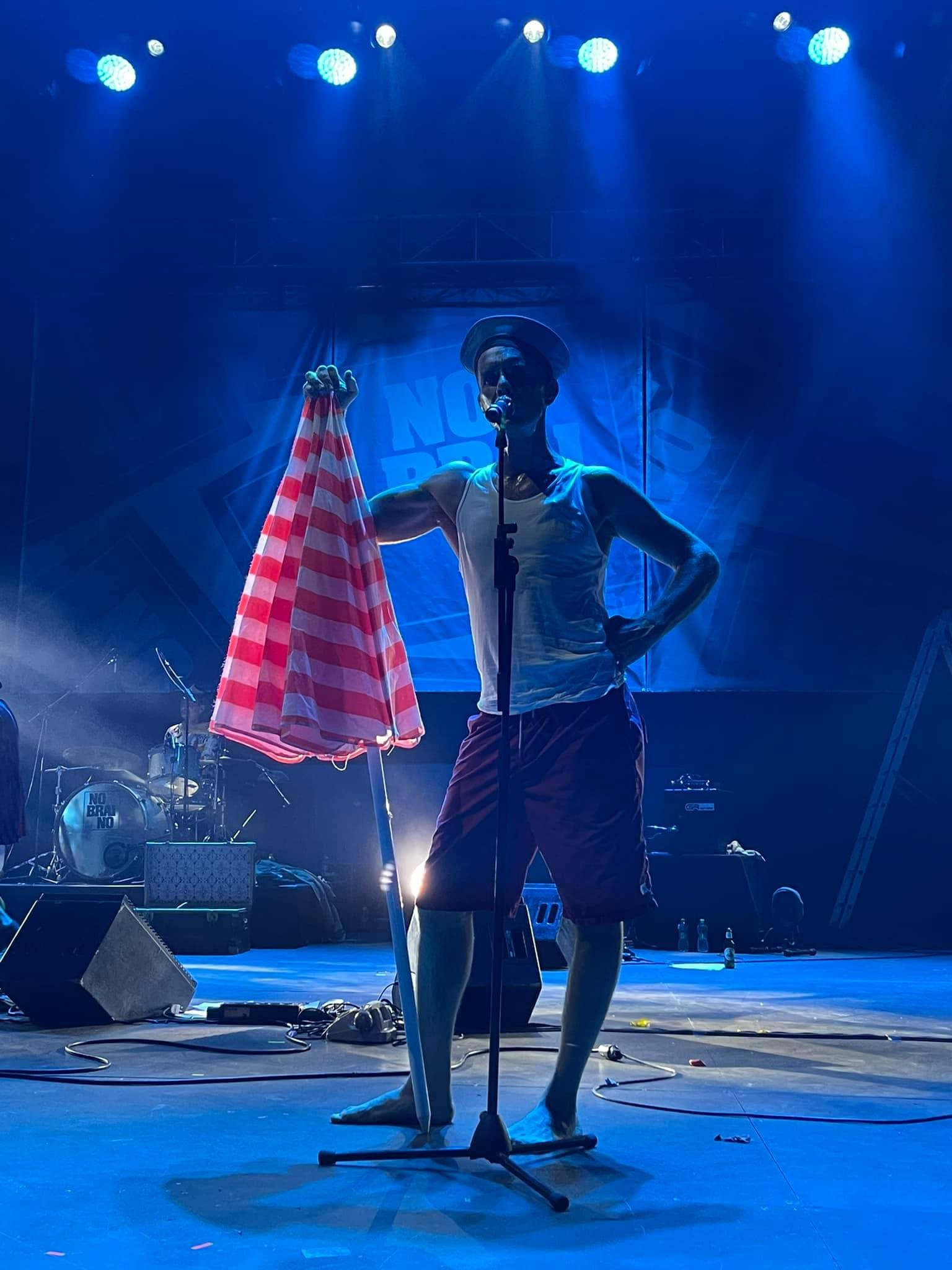
Auditorium Parco della Musica Roma, 16 luglio 2023

Lorenzo Kruger Ciavatta è un cantautore e performer di origini romagnole. Nel 1995 forma il gruppo musicale Indie rock Nobraino insieme a Marco Simone Fabbri (chitarra), Matteo Bartolini (basso) e Samuele Vichi (batteria).
Nel 2001 pubblica con i Nobraino il primo Extended play autoprodotto Pressapochismi composto da 4 tracce, mentre il 1º agosto 2006 il primo album in studio The Best Of. Per promuovere l'album tra il 2007 e il 2009 partecipano ad un'intensa attività concertistica con oltre 200 date, a molte manifestazioni locali e anche come gruppo spalla di Roy Paci & Aretuska, Marta sui Tubi e Morgan.
Ai due seguono il primo album dal vivo Live al Vidia Club il 5 dicembre 2007 e l'album studio No USA! No UK! il 9 marzo 2010. Per promuovere l'album da maggio 2010 a gennaio 2012 sono impegnati nella tournée Bifolco Tour 2010-2012, con alcune date da marzo a giugno 2011 che si svolgono nei teatri denominate Il fantomatico Tour dei teatri in cui vengono proposti nuovi pezzi in forma acustica al quale prendono parte il trombettista Davide Barbatosta e il violinista Laurence Cocchiara (Sig. Laurence) del gruppo This Harmony.

### 2011-2016: il progettoGli Scontati
Da novembre 2011 a febbraio 2012 e ad ottobre 2014 Lorenzo Kruger decide di intraprendere un percorso da solista ispirandosi ai grandi nomi della musica italiana come Fabrizio De André e Paolo Conte girando l'Italia nella tournée Gli Scontati, con Lorenzo Kruger alla voce e Giacomo Toni al pianoforte (frontman del gruppo 900band).
Il 9 marzo 2012 pubblica con i Nobraino il terzo album studio Disco d'oro, promuovendolo nella tournée omonima da marzo a dicembre 2012 e da gennaio a luglio 2013, mentre il 4 febbraio 2014 pubblica il quarto album studio L'ultimo dei Nobraino, promuovendolo nella tournée omonima (da febbraio 2014 a gennaio 2015, da giugno 2015 a ottobre 2015, a maggio e ad agosto 2016).
Nel 2015 (a febbraio, marzo, aprile, dicembre) prosegue la tournée con Gli Scontati.
Il 21 gennaio 2016 Lorenzo Kruger pubblica con il progetto Gli Scontati l'album studio Studi interrotti, prodotto dallo stesso Lorenzo, edito dall'etichetta discografica indipendente MArteLabel, distribuito da Goodfellas e composto da sette tracce inedite e una cover (La fisarmonica di Stradella di Paolo Conte). Dall'album vengono estratti i singoli Quella lì, Maestra di ballo e Nuda e i relativi video musicali. Per promuovere l'album il duo Lorenzo Kruger e Giacomo Toni continuano il tour piano e voce Gli Scontati.

### 2016-2021: Lorenzo Kruger in solitudine piano e voce
Nei mesi di ottobre e novembre 2016 Lorenzo Kruger intraprende un tour intitolato Lorenzo Kruger canta le canzoni dei Nobraino, una serie di concerti in solitudine con il suo pianoforte senza la sua band e in contesti raccolti e intimi. Nello spettacolo, l'artista è immobile al pianoforte; col pretesto di accompagnarsi con questo strumento la scena si riduce alle sole canzoni, ripulite da qualsiasi arrangiamento e postura scenica. Le canzoni più belle scritte per i Nobraino sono ascoltabili quindi in una veste inedita: nella versione in cui sono state scritte. Un percorso attraverso la scrittura che passa anche per letture, monologhi, esecuzioni sbilenche e considerazioni semiserie di un personaggio che non dovrebbe esibirsi seduto. In una atmosfera rilassata, molto distante dai suoi concerti rock, Lorenzo Kruger mette davanti a tutto le sue canzoni e se stesso: Uno spettacolo a sedere, non a culo (come lui stesso definisce). Lorenzo Kruger in seguito intraprenderà di nuovo questo tour dal 2017 al 2021 e nel 2023 per tantissime date in giro tutta Italia. 
L'11 novembre 2016 pubblica con i Nobraino il quinto album studio 3460608524, promuovendolo nella tournée omonima (dicembre 2016, gennaio, febbraio, aprile, maggio, giugno, agosto 2017).
Per tutto il 2017 e il 2018 Lorenzo Kruger prosegue la tournée solista piano e voce Lorenzo Kruger canta le canzoni dei Nobraino (2017: a febbraio, marzo, aprile, maggio, giugno, luglio, agosto, dicembre - 2018: da febbraio a settembre e a dicembre). 
Il 12 gennaio 2019 a Osnago e il 18 luglio Torrita di Siena Lorenzo Kruger omaggia Fabrizio De André interpretando sue cover accompagnato dai musicisti Michele Barbagli (chitarra acustica), Diego Sapignoli (batteria, percussioni), Dario Giovannini (piano, fisarmonica, basso). Inoltre, per tutto il 2019 fino al 2021 prosegue la tournée solista piano e voce Lorenzo Kruger canta le canzoni dei Nobraino (2019: da gennaio a settembre - 2020: a febbraio, marzo, agosto, settembre e ottobre 2020 - 2021: da maggio ad agosto)

### 2021-2022: il primo album da solistaSingolarità
Il 10 settembre 2021 Lorenzo Kruger pubblica il primo album studio solista Singolarità prodotto da Taketo Gohara, edito dall'etichetta discografica indipendente Woodworm distribuito da Warner Music Italy e composto da 10 tracce inedite. Il progetto racconta un percorso di cambiamento durato quattro anni tra innumerevoli live e la ricerca di un sound nuovo, moderno ed elegante, sul quale si muove il timbro di Kruger. Un cantautorato di stampo classico accompagnato da basso e batteria, mentre tutto attorno si muovono suoni di strumenti manipolati e atmosfere synth. Le tracce esprimono identità molteplici e uno stile eterogeneo, accomunate da temi e da stati emozionali che con seria ironia il cantautore sintetizza in un gioco linguistico e semantico nel titolo dell'album. L'album viene anticipato il 23 aprile dal singolo Con me Low-Fi a cui segue Il calabrone; per entrambi viene realizzato il video musicale. 
Da settembre 2021 a febbraio 2023 intraprende il Tour Kruger presenta Singolarità in solitudine con il suo pianoforte (2021: a settembre, ottobre e dicembre - 2022: a settembre e a dicembre - 2023: a gennaio e febbraio).
Il 29 ottobre 2021 viene pubblicato in sola versione digitale l'album La vita nuova che contiene il brano di Lorenzo Kruger Donne ch'avete intelletto d'amore. Il disco è un progetto ideato in occasione del settecentenario di Dante Alighieri dall'etichetta Woodworm in collaborazione con la Scuola Normale Superiore di Pisa che contiene nove tracce tratte dai componimenti dall'opera Vita nuova di Dante interpretate da vari artisti italiani (Campos, Emma Nolde, Giancane, Lorenzo Kruger, Emanuele Frusi, Rodolfo Mantovani, Serena Altavilla, i Tonno, Piove, Maestro Pellegrini).
Da marzo 2022 a dicembre 2022 intraprende il Singolarità Tour (nei club e nei festival) insieme ad una band composta da Giuseppe Morfino (tastiere), Roberto Penna (basso) e Pietro Galvani (batteria) (da marzo a luglio e a ottobre).

### 2023-2024: il ritorno con i Nobraino

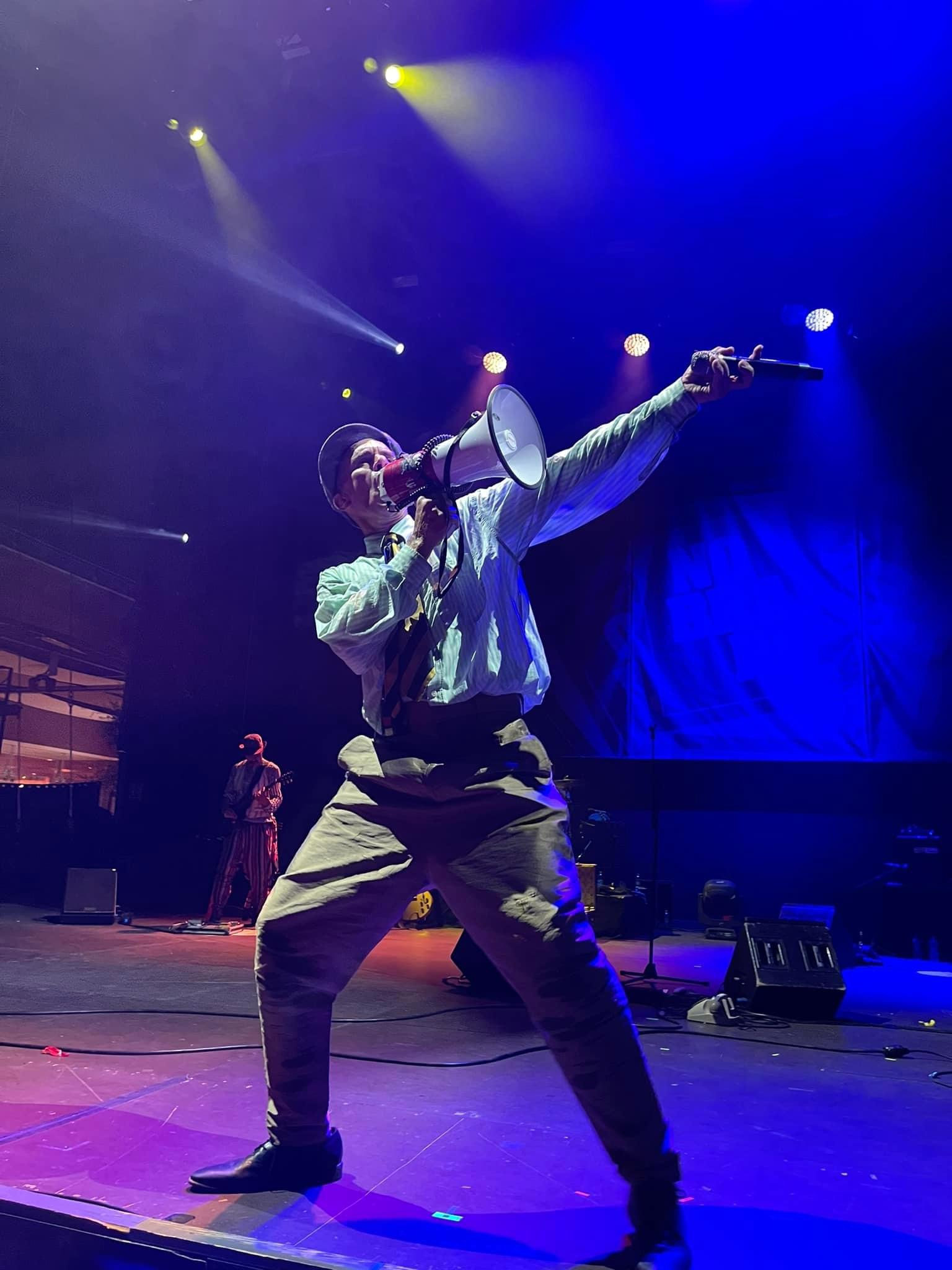
Auditorium Parco della Musica Roma, 16 luglio 2023

Nel 2023, dopo quasi sei anni di inattività, Lorenzo Kruger torna con i Nobraino nella tournée data unica (a marzo, giugno, luglio, agosto, settembre, ottobre e novembre). Tra le date più importanti: due sold out all'Estragon Club di Bologna e la data estiva alla Cavea dell'Auditorium Parco della Musica di Roma . Nello stesso anno Lorenzo Kruger prosegue inoltre la tournée solista piano e voce Lorenzo Kruger canta le canzoni dei Nobraino, ad agosto e a novembre a Parigi e a Bruxelles.
Il 5 gennaio 2024 Lorenzo Kruger si sposa con la compagna e dottoressa Luisa (del 1980) al Teatro Petrella di Longiano.
Il 1º marzo 2024 pubblica con i Nobraino il sesto album studio Animali da palcoscenico, promuovendolo nella tournée omonima da marzo a novembre. A novembre e a dicembre prosegue inoltre la tournée solista piano e voce Lorenzo Kruger canta le canzoni dei Nobraino.
Da aprile a giugno 2025 è impegnato nella tournée con i Nobraino e prosegue inoltre la tournée solista piano e voce Confessioni di un songwriter da marzo a luglio.

## Discografia con Gli Scontati e solista

### Album
| Anno | Titolo           | Progetto         |
| ---- | ---------------- | ---------------- |
| 2016 | Studi interrotti | con Gli Scontati |
| 2021 | Singolarità      | da solista       |

### Singoli e video musicali
| Anno | Titolo           | Album di provenienza                |
| ---- | ---------------- | ----------------------------------- |
| 2015 | Quella lì        | Studi interrotti (con Gli Scontati) |
| 2016 | Maestra di ballo | Studi interrotti (con Gli Scontati) |
| 2016 | Nuda             | Studi interrotti (con Gli Scontati) |
| 2021 | Con me Low-Fi    | Singolarità (da solista)            |
| 2021 | Il calabrone     | Singolarità (da solista)            |

### Altri brani
| Anno | Titolo                            | Album di provenienza |
| ---- | --------------------------------- | -------------------- |
| 2021 | Donne ch'avete intelletto d'amore | La vita nuova        |

## Tour con Gli Scontati e da solista
| Anno                         | Nome Tour                                                   |
| ---------------------------- | ----------------------------------------------------------- |
| 2011, 2012, 2014, 2015, 2016 | Gli Scontati (piano e voce con Giacomo Toni)                |
| 2016-2021, 2023, 2024, 2025  | Lorenzo Kruger canta le canzoni dei Nobraino (piano e voce) |
| 2021-2023                    | Kruger presenta Singolarità (piano e voce)                  |
| 2022                         | Singolarità Tour (con band)                                 |